# Antoni Fryszkowski
Antoni Fryszkowski ps. Ryś (ur. 5 czerwca 1924 w Sompolnie, zm. 10 lutego 1948 we Włocławku) – polski żołnierz Konspiracyjnego Wojska Polskiego oraz Narodowego Zjednoczenia Wojskowego, jeden z dowódców podziemia niepodległościowego we wschodniej Wielkopolsce i na Kujawach w latach 1945–1947, żołnierz wyklęty. W regularnym wojsku nigdy nie służył, jako dowódca partyzancki używał stopnia porucznika.

## Życiorys
Pochodził z Sompolna. Wychowywał się jako półsierota, jego matka zmarła krótko po porodzie. W czasie okupacji hitlerowskiej został wywieziony do Niemiec na roboty. Powrócił do kraju w 1945 roku. Chcąc uniknąć powołania do komunistycznego wojska związał się z antykomunistyczną organizacją zbrojną Konspiracyjne Wojsko Polskie (KWP), używając pseudonimów „Ryś”, „Sten”, „Toni” i „Kosmowski Zbigniew”. Jesienią 1945 pełnił funkcję oficera łącznikowego pomiędzy komendantem powiatowym KWP powiatu konińskiego Feliksem Gruberskim ps. „Artur” a komendantem placówki KWP Sompolno Kazimierzem Jabłońskim ps. „Biały”. Na przełomie 1945/46 doprowadził do włączenia w struktury KWP oddziału Gabriela Fejcho ps. „Ogień” i objął w tym oddziale funkcję zastępcy dowódcy. Oddział ten przeprowadził szereg akcji na terenie powiatów: Koło, Konin, Włocławek i Radziejów, m.in. rozbił posterunki MO w Lubrańcu, Ślesinie, Kazimierzu Biskupim, Piotrkowie Kujawskim i Izbicy Kujawskiej, zajął Urząd Gminny w Boguszycach, gdzie spalił akta kontyngentowe, a nadto napadał na transporty kolejowe i spółdzielnie chłopskie, przejmując na swoje potrzeby towary z akcji kontyngentowej (cukier, żywność itp.). Dochodziło też do bezpośrednich starć zbrojnych z oddziałami MO i UB.
12 kwietnia 1946 Gabryel Fejcho został aresztowany i niedługo potem rozstrzelany. Antoni Fryszkowski przejął wówczas dowodzenie nad oddziałem, znanym od tej pory jako oddział (w nomenklaturze ubeckiej – „banda”) „Rysia”. Ponieważ w połowie 1946 doszło do rozbicia przez UB i MO struktur KWP w konińskim, „Ryś” nawiązał współpracę z aktywnym na terenie województwa bydgoskiego Narodowym Zjednoczeniem Wojskowym.
Liczący około 30 osób oddział „Rysia” operował na terenie powiatów Włocławek, Aleksandrów Kujawski i Rypin (woj. pomorskie) oraz Koło i Konin (woj. poznańskie). W trakcie kampanii przed referendum w Polsce w 1946 roku agitował na rzecz głosowania 3 razy „nie”. Wśród jego akcji zbrojnych można wymienić m.in.:
- zarekwirowanie w sierpniu 1946 na stacji kolejowej Zaryń cukru przewożonego w ramach akcji kontyngentowej
- napad na spółdzielnię Samopomocy Chłopskiej w Wierzbinku (wrzesień 1946)
- starcie zbrojne z Grupą Operacyjną MO, WP i KBW 24 listopada 1946 w Lubstówku (straty własne – 1 zabity; straty komunistów – 8 zabitych)
- napad na spółdzielnię SCh w Mostkach (maj 1947)

Poważnym ciosem dla oddziału „Rysia” było ogłoszenie 22 lutego 1947 amnestii, co spowodowało ujawnienie się części podległych mu żołnierzy. Sam „Ryś” kontynuował jednak działalność zbrojną. W lipcu 1947 wyjechał do Wałbrzycha do rodziny swej narzeczonej Alfredy Domańskiej (1927–2005), gdzie 2 sierpnia 1947 został aresztowany. Postawione mu zarzuty obejmowały m.in. przynależność do nielegalnej organizacji zbrojnej, nielegalne posiadanie broni, napady na funkcjonariuszy UB, MO, KBW, Wojska Polskiego i Armii Czerwonej, zabójstwa członków PPR, sabotowanie rolnej akcji kontyngentowej, napady na spółdzielnie Samopomocy Chłopskiej i transporty kolejowe itp. Zarzucono mu łącznie udział w 98 napadach zbrojnych i spowodowanie śmierci 23 osób. Wyrokiem Wojskowego Sądu Rejonowego w Bydgoszczy z 30 listopada 1947 został skazany na 21-krotną karę śmierci, utratę praw publicznych na zawsze i przepadek mienia. W czasie procesu nie okazał skruchy i w mowie końcowej poprosił o „żołnierską śmierć”, jednak po ogłoszeniu wyroku napisał prośbę o ułaskawienie do prezydenta Bolesława Bieruta, który jej nie uwzględnił. Wyrok wykonano przez rozstrzelanie 10 lutego 1948 we Włocławku.
Po aresztowaniu Antoniego Fryszkowskiego dowództwo nad jego oddziałem przejął Stanisław Matuszewski ps. „Mściciel”. Po jego śmierci w grudniu 1947 w potyczce z UB oddział uległ rozproszeniu. Niektórzy jego członkowie kontynuowali działalność partyzancką w ramach „Pogotowia Akcji Specjalnej” do 1949 roku.